# DSP Media
DSP Media (hangul: DSP 미디어, wcześniej DSP Entertainment) – południowokoreańska agencja talentu, producent i wydawca muzyki. Ma swoją siedzibę w Seulu. Firma została założona w październiku 1991 roku przez Lee Ho-yeon. DSP weszła na scenę K-pop w latach 90. XX w. wraz z sukcesem grup SechsKies i Fin.K.L.
DSP Media jest firmą zajmującą się przemysłem rozrywkowym: firma odpowiedzialna jest za produkcję muzyczną, marketing, bycie agentem talentów i zarządzanie, dystrybucję muzyki i publikację. Agencja obecnie jest domem dla takich K-popowych artystów nagrywających, jak Oh Jong-hyuk, APRIL, Heo Young-ji, Kasper oraz KARD, a także aktorów, m.in. Heo Young-ji.
26 stycznia 2022 roku ogłoszono, że 39,13% udziałów DSP Media zostało wykupionych przez RBW – agencję takich zespołów jak Mamamoo, Oneus i Purple Kiss. DSP Media została połączona z RBW jako spółka zależna.

## Artyści
Wszyscy artyści pod DSP Media znani są zbiorczo pod nazwą DSP Friends:

### Muzycy
Zespoły
- KARD
- Young Posse
- Mirae

Soliści
- Heo Young-ji (z Kara)
- BM (z KARD)

### Byli artyści
- Firetruck (1987–1996)
- ZAM (1992–1995)
- CO CO (1994–1995)
- MUE (1994–1999)
- IDOL (1995–1997)
- Mountain (1996–?)
- SechsKies (1997–2000)
- Kim Hyu-soo (1997–?)
- Fin.K.L (1998–2005)
- Uhm Ji-sun (1999–2000)
- Click-B (1999–2006)
  - Oh Jong-hyuk (1999–2020)
- Shyne (2004–2007)
- SS501 (2005–2010)
- Sunha (2007–2009)
- A’ST1 (2008–2009)
- Jung Hye-won (2010–?)
- Puretty (2012–2014)
- Ahn So-jin (2012-2015)
- KARA (2007–2016)
  - Kim Sung-hee (2007–2008)
  - Nicole Jung (2007–2014)
  - Kang Ji-young (2008–2014)
  - Park Gyu-ri (2007–2016)
  - Han Seung-yeon (2007–2016)
  - Goo Ha-ra (2008–2016)
- Rainbow (2009–2016)[3]
  - Kim Ji-sook (2009–2017)
- A-JAX (2012–2019)
  - Seo Jae-hyung (A-JAX, 2012–2016)
  - Moon Ji-hoo (A-JAX, 2012–2016)
  - Park Sung-min (A-JAX, 2012–2016)
- Kasper (2016–2018)
- APRIL (2015–2022)
  - Lee Hyun-joo (2015–2016)
  - Chaewon (2015–2022)
  - Naeun (2015–2022)
  - Yena (2015–2022)
  - Jinsol (2015–2022)
  - Chaekyung (2016–2022)
  - Rachel (2016–2022)